# Campionati mondiali di bob 2009
I Campionati mondiali di bob 2009, cinquantaseiesima edizione della manifestazione organizzata dalla Federazione Internazionale di Bob e Skeleton, si sono disputati dal 20 febbraio al 1º marzo 2009 a Lake Placid, negli Stati Uniti, sulla pista olimpica del Mt. Van Hoevenberg, il tracciato sul quale si svolsero le competizioni del bob e dello slittino ai Giochi di Lake Placid 1980, di Lake Placid 1932 (solo nel bob e su una versione differente della pista) e le rassegne iridate maschili del 1949, del 1961, del 1969, del 1973, del 1978, del 1983 e del 2003. La località ha ospitato le competizioni iridate per l'ottava volta nel bob a due e nel bob a quattro uomini e per la prima in assoluto nel bob a due donne e nella prova a squadre.
L'edizione ha visto quattro nazioni diverse a conquista le quattro medaglie d'oro disponibili e a spuntarla è stata la Germania, di misura sugli Stati Uniti e sulla Svizzera. I titoli sono stati vinti nel bob a due uomini dal pilota elvetico Ivo Rüegg con il suo frenatore Cédric Grand, entrambi già oro mondiale nel bob a quattro a Sankt Morit 2007, nella gara femminile dal team britannico condotto da Nicola Minichiello,  insieme alla frenatrice Gillian Cooke mentre la prova del bob a quattro ha visto il successo dell'equipaggio di casa guidato da Steven Holcomb, insieme ai compagni Justin Olsen, Steve Mesler e Curtis Tomasevicz. Anche questa edizione dei mondiali, come ormai da prassi iniziata nella rassegna di Schönau am Königssee 2004, si è svolta contestualmente a quella di skeleton e proprio insieme agli atleti di quest'ultima disciplina è stato assegnato il titolo nella prova a squadre che ha visto trionfare la squadra tedesca formata dalle coppie Sandra Kiriasis/Patricia Polifka e Thomas Florschütz/Andreas Barucha e dagli skeletonisti Marion Trott e Frank Rommel.

## Risultati

### Bob a due uomini
La gara si è svolta il 21 e il 22 febbraio nell'arco di quattro manches ed hanno preso parte alla competizione 32 compagini in rappresentanza di 18 differenti nazioni. Campioni uscenti erano i tedeschi André Lange/Kevin Kuske, giunti quinti al traguardo, il titolo pertanto è stato conquistato dall'equipaggio elvetico composto da Ivo Rüegg (già argento nel bob a due a Sankt Moritz 2007) e Cédric Grand, davanti alla coppia tedesca formata da Thomas Florschütz (che bissa l'argento conquistato nell'edizione precedente) e Marc Kühne e a quella statunitense costituita da Steven Holcomb e Curtis Tomasevicz, alla loro prima medaglia in assoluto ai mondiali.
| Pos. | Atleti                             | Nazione        | Tempo   | Distacco |
| ---- | ---------------------------------- | -------------- | ------- | -------- |
|      | Ivo Rüegg Cédric Grand             | Svizzera II    | 3:42.20 |          |
|      | Thomas Florschütz Marc Kühne       | Germania I     | 3:42.42 | +0.22    |
|      | Steven Holcomb Curtis Tomasevicz   | Stati Uniti II | 3:42.60 | +0.40    |
| 4    | Aleksandr Zubkov Aleksej Voevoda   | Russia I       | 3:42.74 | +0.54    |
| 5    | André Lange Kevin Kuske            | Germania II    | 3:43.12 | +0.92    |
| 6    | Pierre Lueders David Bissett       | Canada I       | 3:43.52 | +1.32    |
| 7    | Lyndon Rush Lascelles Brown        | Canada II      | 3:43.65 | +1.45    |
| 8    | Dmitrij Abramovič Sergej Prudnikov | Russia II      | 3:43.91 | +1.71    |
| 9    | Karl Angerer Gregor Bermbach       | Germania III   | 3:44.17 | +1.97    |
| 10   | Daniel Schmid Roman Handschin      | Svizzera III   | 3:44.30 | +2.10    |

### Bob a due donne
La gara si è svolta il 20 e il 21 febbraio nell'arco di quattro manches ed hanno preso parte alla competizione 20 compagini in rappresentanza di 12 differenti nazioni.
Campione uscente era l'equipaggio tedesco composto da Sandra Kiriasis (giunta settima al traguardo con Patricia Polifka) e Romy Logsch (assente in questa competizione). 
Il titolo 2009 è stato pertanto vinto dalle britanniche Nicole Minichiello (che fu argento a Calgary 2005) assieme alla frenatrice Gillian Cooke, prima medaglia iridata per lei, che hanno preceduto le avversarie statunitensi Shauna Rohbock (bronzo a Calgary 2005 e a Sankt Moritz 2007) ed Elana Meyers e le tedesche Cathleen Martini e Janine Tischer, entrambe già argento sia a Sankt Moritz 2007 che ad Altenberg 2008.
| Pos. | Atleti                            | Nazione         | Tempo   | Distacco |
| ---- | --------------------------------- | --------------- | ------- | -------- |
|      | Nicola Minichiello Gillian Cooke  | Regno Unito I   | 3:48.22 |          |
|      | Shauna Rohbock Elana Meyers       | Stati Uniti I   | 3:48.60 | +0.38    |
|      | Cathleen Martini Janine Tischer   | Germania II     | 3:48.84 | +0.62    |
| 4    | Helen Upperton Jennifer Ciochetti | Canada I        | 3:48.93 | +0.71    |
| 5    | Kaillie Humphries Heather Moyse   | Canada II       | 3:48.97 | +0.75    |
| 6    | Erin Pac Michelle Rzepka          | Stati Uniti II  | 3:49.00 | +0.78    |
| 7    | Sandra Kiriasis Patricia Polifka  | Germania I      | 3:49.19 | +0.97    |
| 8    | Sabina Hafner Anne Dietrich       | Svizzera I      | 3:49.21 | +0.99    |
| 9    | Claudia Schramm Nicole Herschmann | Germania III    | 3:49.90 | +1.68    |
| 10   | Bree Schaaf Emily Azevedo         | Stati Uniti III | 3:50.19 | +1.97    |

### Bob a quattro
La gara si è svolta il 28 febbraio e il 1º marzo nell'arco di quattro manches ed hanno preso parte alla competizione 24 compagini in rappresentanza di 16 differenti nazioni. Campione olimpico e mondiale in carica era il quartetto tedesco composto da André Lange, René Hoppe, Marc Kühne e Martin Putze, giunto secondo in questa occasione ma con Alexander Rödiger e Kevin Kuske al posto di Hoppe e Kühne.
Il titolo è stato conquistato dalla formazione di casa guidata da Steven Holcomb con i frenatori Justin Olsen, Steve Mesler e Curtis Tomasevicz, a 50 anni dall'ultimo alloro iridato conquistato da un equipaggio americano; terzi furono i lettoni Jānis Miņins, Daumants Dreiškens, Oskars Melbārdis e Intars Dambis i quali regalarono al loro paese la prima medaglia iridata in assoluto ai mondiali.
| Pos. | Atleti                                                               | Nazione        | Tempo   | Distacco |
| ---- | -------------------------------------------------------------------- | -------------- | ------- | -------- |
|      | Steven Holcomb Justin Olsen Steve Mesler Curtis Tomasevicz           | Stati Uniti I  | 3:36.61 |          |
|      | André Lange Alexander Rödiger Kevin Kuske Martin Putze               | Germania II    | 3:37.58 | +0.97    |
|      | Jānis Miņins Daumants Dreiškens Oskars Melbārdis Intars Dambis       | Lettonia I     | 3:37.61 | +1.00    |
| 4    | Aleksandr Zubkov Roman Orešnikov Dmitrij Trunenkov Dmitrij Stëpuškin | Russia I       | 3:38.05 | +1.44    |
| 5    | Dmitrij Abramovič Filipp Egorov Aleksej Selivërstov Pëtr Moiseev     | Russia II      | 3:38.33 | +1.72    |
| 6    | Ivo Rüegg Roman Handschin Thomas Lamparter Cédric Grand              | Svizzera I     | 3:38.39 | +1.78    |
| 7    | Edwin van Calker Arno Klaasen Sybren Jansma Timothy Beck             | Paesi Bassi I  | 3:39.02 | +2.41    |
| 8    | Wolfgang Stampfer Jürgen Mayer Gerhard Köhler Jürgen Loacker         | Austria I      | 3:39.08 | +2.47    |
| 9    | Todd Hays T.J. Burns Alex Sprague Bill Schuffenhauer                 | Stati Uniti II | 3:39.12 | +2.51    |
| 10   | Pierre Lueders Ken Kotyk David Bissett Justin Kripps                 | Canada I       | 3:39.53 | +2.92    |

### Gara a squadre
La gara si è svolta il 22 febbraio ed ogni squadra nazionale ha potuto prendere parte alla competizione con due formazioni; nello specifico la prova ha visto la partenza di uno skeletonista, di un equipaggio del bob a due femminile, di una skeletonista e di un equipaggio del bob a due maschile per ognuna delle 8 formazioni, che hanno gareggiato ciascuno in una singola manche; la somma totale dei tempi così ottenuti ha laureato campione la squadra tedesca di Frank Rommel, Sandra Kiriasis, Patricia Polifka, Marion Trott, Thomas Florschütz e Andreas Barucha davanti alla compagine elvetica composta da Gregor Stähli, Sabina Hafner, Annegret Dietrich, Maya Pedersen, Ivo Rüegg e Cédric Grand ed a quella statunitense formata da Eric Bernotas, Shauna Rohbock, Valerie Fleming, Katie Uhlaender, Steven Holcomb e Justin Olsen.
| Pos. | Squadra        | Atleti                                                                                                | Tempo   | Distacco |
| ---- | -------------- | --- | ------- | -------- |
|      | Germania I     | Frank Rommel Sandra Kiriasis / Patricia Polifka Marion Trott Thomas Florschütz / Andreas Barucha      | 3:45.41 |          |
|      | Svizzera I     | Gregor Stähli Sabina Hafner / Annegret Dietrich Maya Pedersen Ivo Rüegg / Cédric Grand                | 3:45.65 | +0.24    |
|      | Stati Uniti I  | Eric Bernotas Shauna Rohbock / Valerie Fleming Katie Uhlaender Steven Holcomb / Justin Olsen          | 3:45.66 | +0.25    |
| 4    | Canada I       | Jeff Pain Helen Upperton / Amanda Moreley Mellisa Hollingsworth Lyndon Rush / Chris Le Bihan          | 3:45.76 | +0.35    |
| 5    | Regno Unito I  | Anthony Sawyer Nicola Minichiello / Jackie Gunn Amy Williams John James Jackson / Henry Nwume         | 3:46.03 | +0.62    |
| 6    | Stati Uniti II | Matthew Antoine Erin Pac / Michelle Rzepka Noelle Pikus-Pace Todd Hays / T. J. Burns                  | 3:46.20 | +0.79    |
| 7    | Germania II    | Florian Grassl Cathleen Martini / Christin Senkel Anja Huber Karl Angerer / Thomas Pöge               | 3:46.32 | +0.91    |
| 8    | Russia I       | Sergej Čudinov Viktorija Tokovaja / Elena Doronina Svetlana Trunova Evgenij Popov / Aleksej Andrjunin | 3:49.27 | +3.86    |

## Medagliere
| Posizione | Nazione     | Oro | Argento | Bronzo | Totale |
| --------- | ----------- | --- | ------- | ------ | ------ |
| 1         | Germania    | 1   | 2       | 1      | 4      |
| 2         | Stati Uniti | 1   | 1       | 2      | 4      |
| 3         | Svizzera    | 1   | 1       | 0      | 2      |
| 4         | Regno Unito | 1   | 0       | 0      | 1      |
| 5         | Lettonia    | 0   | 0       | 1      | 1      |
| Totale    | Totale      | 4   | 4       | 4      | 12     |